# Nikolaj Ivanovič Lobačevski
Nikolaj Ivanovič Lobačevski (Nižnji Novgorod, 20. studenog (1. prosinca) 1793. – Kazan, 12. (24.) veljače 1856.), ruski matematičar.

## Životopis
Rođen je kao drugi sin nižeg državnog službenika koji je preminuo kada je Nikolaju bilo tek sedam godina. Smrću oca obitelj tone u neimaštinu, a majka Marija Praskovja Ivanova seli se sa svoja dva sina u Kazan kako bi ih odškolovala. Obojica su primljeni u gimnaziju kao vojni stipendisti gdje Nikolaj briljira u matematici i klasičnim predmetima. U četrnaestoj se godini upisuje na Kazansko sveučilište na kojem je tada radilo nekoliko izvanrednih europskih znanstvenika. Svladavši savršeno njemački jezik i briljirajući u matematici Lobačevski se morao omiliti pedantnim njemačkim profesorima, pogotovo stoga što je i on sam bio izuzetno pedantan te je u svemu volio marljivost i red. Te će ga osobine krasiti cijeloga života.
Potpomognut izvanrednim profesorima, naročito astronomom Litrovom, Lobačevski je napredovao brzo i sigurno, te je tako u 18. godini stekao zvanje magistra. Iako su se činovnici nadležni za unapređenja bunili protiv ovog prijedloga, profesori su bili odlučni i jedinstveni, a Nikolaj je magistrirao s najboljim mogućim ocjenama. Kada je njegov brat, koji je predavao nižu matematiku, otišao na bolovanje Nikolaj je preuzeo njegovo mjesto. Nakon dvije godine napredovao je dalje, postavljen je za izvanrednog profesora, da bi s 23 godine postao redovan profesor. Nije to bio ni lak ni veseo posao. U Rusiji je znanstvenik, ako se pokazao vrijednim i nadarenim, često bio meta lijene birokracije koja je bez ikakva objašnjenja i skrupula neurađene poslove jednostavno prebacivala na takve osobe. Tako se desilo da je Lobačevski uz matematiku predavao astronomiju, fiziku, dovodio u red neuređenu knjižnicu, sređivao bogat i nesređen muzej.
Za svoj trud dobio je mnoge ordene kojima se volio kititi i tako okićen prisustvovati paradama i prijemima. Od Lobačevskog su nadležni tražili da bude, pored ostalog, konfident. On je pristao i na to. Zahvaljujući svim tim svojim zaslugama, Lobačevski je na kraju dospio do položaja dekana fakulteta za matematiku i fiziku. Bez obzira na napredovanje, do kojeg je dolazilo u tom razdoblju njegova života, poslovi knjižničara i direktora muzeja ostaju kao stalna dužnost. Radio je ono što je bilo znatno ispod njegovog akademskog zvanja - sam je čistio prašinu, prao pod, katalogizirao inventar, bio alfa i omega kako knjižnice tako i samog fakulteta. S promjenom državne vlasti Lobačevski je unaprijeđen u rektora Sveučilišta u Kazanu. Pod njegovom upravom dolazi do značajnog reorganiziranja prilično zapostavljene ustanove, do dovođenja novih stručnjaka, do pospješivanja mnogih poslova. Upoznao se i s arhitekturom kako bi mogao nadgledati dogradnju sveučilišnih zgrada, koje je izgradio potrošivši manje novca od sume koja je bila namijenjena za taj posao.
Zahvaljujući Gaussu, Lobačevski je 1842. godine izabran za vanjskog dopisnika Kraljevskog društva iz Göttingena. Bila je to godina velikog požara u Kazanu, u kome je izgorio dio zgrada koje je Lobačevski projektirao i sagradio. Ali on je posjedovao ogromnu energiju koja mu je pomogla da ponovo izgradi sve što je požar uništio i da Sveučilište ponovo zablista punim sjajem. Lobačevski je prvi put rezultate svoga rada na izgradnji neeuklidske geometrije saopćio Fizičko-matematičkom društvu iz Kazana još 1826. godine, ali bez ikakva odjeka. Tek 1840. kada je sam Gauss saznao za veliki rad svog ruskog kolege, Lobačevski postaje slavan u svijetu, iako još samo u uskim krugovima specijalista. Kada je u Kazanu izbila velika epidemija kolere, Lobačevski se među rijetkima digao protiv svećenika koji su, okupljajući narod na molitve, samo pospješivali širenje zaraze. On je službenicima fakulteta naredio da svoje obitelji dovedu u prostorije fakulteta, gdje su zajedno s jednim dijelom studenata uspjeli preživjeti veliki pomor. Držali su zatvorene prozore, nisu dopuštali posjete, hranu su sveli na najnužniju mjeru. Tako je Lobačevski uspio tu smrtnost svesti na samo 2,5% što je bio veliki podvig.
Godine 1846. u dobi od 54 godine Lobačevski je lišen položaja rektora i vraćen na mjesto predavača matematike. Bez obzira na svjetsku slavu Lobačevskog 1847. godine razriješen je čak i dužnosti predavača, te je nakon toga posve potonuo u sebe. Iako odbačen prisustvovao je ponekad ispitima, ali to ga je još više uništavalo. Uz to mu je i vid naglo slabio. Kada mu je umro sin Lobačevski je bio potpuno slomljen. Godine 1855. kada je Sveučilište slavilo 50 godina postojanja Lobačevski je nagradio najboljeg studenta jednim primjerkom svoga djela Pangeometrija. Zanimljivo je da je to djelo objavljeno na ruskom i francuskom, a Lobačevski ga je diktirao gotovo potpuno slijep. Nedugo potom umro je u 62. godini života.